# Christoph John (Fußballtrainer)
Christoph John (* 24. Dezember 1958 in Heidenheim an der Brenz) ist ein deutscher Fußballtrainer.
Christoph John wuchs in Heidenheim auf. Er war sowohl für die Heidenheimer SB als auch die Amateure des 1. FC Köln aktiv, damals unter Erich Rutemöller. Als Sportstudent der Kölner Sporthochschule war er für den 1. FC Köln als Fußballjugendtrainer tätig, in diesen Jahren arbeitete er Seite an Seite mit den damals auch im Fußballjugendbereich aktiven Trainern Christoph Daum, Roland Koch (1. FC Köln Co-Trainer) und Frank Schaefer (1. FC Köln U23). Er trainierte den 1. FC Köln vom 28. Januar bis zum 14. Februar 2002 als Übergangslösung, ehe er durch Friedhelm Funkel ersetzt wurde. Bei den Profis war er nicht erfolgreich: in 3 Meisterschaftsspielen gab es 3 Niederlagen, erreichte aber durch einen Auswärtssieg bei Hertha BSC (1:2 n. V.) für die „Geißböcke“ das DFB-Pokal Halbfinale. Er trainierte bis zum 30. Juni 2007 die Amateure des 1. FC Köln, wo er in erster Linie für den Jugendaufbau des gesamten Vereins zuständig war.
Im Mai 2008 wurde Christoph John als neuer Cheftrainer des Wuppertaler SV Borussia vorgestellt. Nach einer länger andauernden Talfahrt des Vereins in den letzten Spielen der Hinrunde der 3. Liga (Saison 2008/09) wurde Christoph John am 22. Dezember 2008 mit sofortiger Wirkung als Trainer des Wuppertaler SV beurlaubt. Am 3. Oktober 2009 wurde Christoph John als Co-Trainer von Friedhelm Funkel bei Hertha BSC vorgestellt.
John war von Juli 2010 an auch beim VfL Bochum Funkels Assistent. Nach vier Niederlagen in Folge und dem Absturz auf Tabellenplatz 17 in der 2. Bundesliga wurde das Trainergespann im September 2011 entlassen. Nachdem Friedhelm Funkel nur fünf Tage später den Cheftrainerposten beim Ligakonkurrenten Alemannia Aachen übernommen hatte, folgte John ihm erneut als Co-Trainer. Nach fünf Niederlagen in Folge und sieben Punkten Rückstand auf einen Nichtabstiegsplatz wurde das Duo in Aachen am 1. April 2012 beurlaubt.
Seit Juli 2020 ist John Sportlicher Leiter des Nachwuchsleistungszentrum bei Viktoria Köln.